# إيلون
عليون (بالإنجليزية: Elliyoun)‏، بالكتاب المقدس:עליון ، بالماسورتي ōElyōn) وهو لقب إله بني إسرائيل في الكتاب المقدس العبري. يتم ترجمة ʿElyōn باللغة الإنجليزية كـ "God Most High" («الله الأعلى»)، وفي الترجمة السبعينية ὁ Θεός ὁ ὕψιστος («الله الأعلى»).
يحتوي المصطلح أيضًا على استخدامات عادية، مثل «العلوي» (حيث تكون النهاية في كلا الجذور موضعية، وليست صيغة التفضيل أو المقارنة)، أو «أعلى»، وهي تشير ببساطة إلى موضع الكائنات.

## العبرية الكتاب المقدس

### مركب ʼĒl) Elyōn)
ورد الاسم المركب آل إيلون «الله الأعلى» في الآية 14: 18-20 على أنه الإله الذي كان كاهنه ملكي صادق، ملك ساليم. يظهر الشكل مرة أخرى على الفور تقريبًا في الآية 22، والذي استخدمه إبراهيم في قسم لملك سدوم. في هذه الآية، يظهر اسم الله أيضًا تبعًا لإل إليون في النص الماسوري ولكنه غائب في النسخة السامرية، في الترجمة السبعينية، وفي السماخوس. 
كان حدوثها هنا أساسًا واحدًا لنظرية تبناها لأول مرة يوليوس ويلهاوزن بأن آل إيلون كان إلهًا قديمًا لساليم (لأسباب أخرى يُفهم هنا على أنها تعني القدس)، والتي تمت مساواتها لاحقًا بالله. 
والحدث الآخر الوحيد للتعبير المركب هو في مزامير 78:35: "وتذكروا أن الله إلههم هو صخرتهم، والإله العلي آل إيلون مخلصهم.
يتكرر الاسم لاحقًا في الفصل، ولكن مع اختلاف: الآية السادسة والخمسون تقول «إلوهيم إيلون».
لقد قيل أن الإشارة إلى «آل إيلون، صانع السماء والأرض» في تكوين 14:19 و 22 تعكس خلفية كنعانية. تشبه الصياغة في سفر التكوين إعادة سرد التقاليد الدينية الكنعانية في رواية فيلو بيبلوس للتاريخ الفينيقي، حيث كان أليون سلف أورانوس («السماء») وغايا («الأرض»). 

### إيلون لوحدها
عُثِر على اسم (إيلون) 'الأعلى ارتفاعًا' وحده في العديد من المقاطع الشعرية، وخاصة في المزامير.
يظهر في آية بلعام أوراكل في العدد 24:16 كاسم منفصل موازٍ لـ Ēl.

يظهر في ترنيمة موسى الأخيرة في تثنية 32: 8 (آية نوقشت كثيرًا). ترجمة النص الماسوري:
عندما قسمت الأمم العلي،
فصل بني آدم؛
لقد وضع حدود الجماهير

على حسب عدد بني إسرائيل
تحل العديد من المخطوطات السبعينية مكان «أبناء إسرائيل»، و Angeln theou «ملائكة الله» وقليل منهم لهم «أبناء الله» يقرأ الجزء 4QDeutj من مخطوطات البحر الميت «أبناء الله» (أبناء إلوهيم). النسخة القياسية الجديدة المنقحة تترجم هذا على أنه «لقد حدد الحدود... وفقًا لعدد الآلهة».
يبدو أن هذا المقطع يربط بين إيلون وإيلوهيم، ولكن ليس بالضرورة مع الرب. يمكن أن يُقرأ على أنه يعني أن إيلون فصل البشر إلى 70 أمة وفقًا لأبنائه السبعين (ذكر 70 من أبناء آل في النصوص الأوغاريتية)، وكان كل من هؤلاء الأبناء الإله الوصائي على واحدة من 70 دولة، واحدة من لانهم اله إسرائيل الرب. بدلاً من ذلك، قد يعني ذلك أن إيلون، بعد أن أعطى الأمم الأخرى لأبنائه، يأخذ إسرائيل الآن لنفسه تحت اسم Tetragrammaton. كلا التفسيرين لهما مؤيدون. 

في إشعياء 14: 13-14 تم استخدام «إيلون» في سياق صوفي للغاية في المقطع الذي يوفر الأساس للتكهنات اللاحقة حول سقوط الشيطان حيث تم تصوير أمير بابل المتمرد على أنه تفاخر:
سأتربع على عرش جبل المجلس في أقصى الشمال أو أبعد زافون
اصعد فوق مرتفعات السحاب.

سأكون مثل العلي.
لكن إيلون في أماكن أخرى يرتبط ارتباطًا وثيقًا بالرب، كما في 2 صموئيل 22:14:
رعد الرب يهوه من السماء، وتكلم العلي عليين بصوته.
مزمور 97: 9: «لأنك أنت يا رب أعلى أيلون على كل الأرض؛ أنت ترتفع على كل الآلهة.»

## استخدام غير كتابي

### معاهدة سفاير الأولى
نادرًا ما يحدث مصطلح «الأعلى» خارج نصوص الكتاب المقدس.
الأكثر إثارة للجدل في أقدم ثلاث نقوش للمعاهدة الآرامية وجدت في السفيرة على بعد 16 ميلاً (26 كم) جنوب شرق حلب.
يسرد نقش السفيرة (KAI. 222.I.A.8–12; ANET p. 659)، الذي يعود تاريخه إلى حوالي 750 قبل الميلاد، يسرد الآلهة الرئيسية لكل جانب، كل منهم في أزواج مقرونة بـ «و»، في كل حالة إله ذكر وزوجة الله عندما تُعرف الأسماء.ثم، بعد فجوة تأتي wʽlyn.
ربما يعني هذا «آل وإيلون»، على ما يبدو أيضًا إلهان منفصلان، يتبعهما أزواج أخرى من الآلهة.
من الممكن أيضًا أن تشير هذه إلى جانبين من نفس الإله.
قد يكون اسمًا إلهيًا واحدًا. تحتوي النصوص الأوغاريتية على أسماء إلهية مثل كوثار واحة «ماهر وذكي»، وسنة الوفاة، و«الموت والأمير» أو (الموت والدمار)، نيكال وإيب، وهو في الأصل اسم الإلهة السومرية نينغال مع عنصر غير معروف المعنى.لذلك، قد يكون آل والين اسمًا واحدًا «الله والأعلى» متطابقًا في المعنى مع آل عليين الكتابي، على الرغم من أن هذا سيكون فريدًا.
يقبل فرانك مور كروس (1973) جميع التفسيرات الثلاثة كاحتمالات.

### ضرب سانشو
في حساب يوسابيوس لفيلو بيبلوس (64-141 م) سجل لسانشونياثون الرواية عن الآلهة الفينيقية، إليون، الذي يسميه هيبسيستوس `` الأعلى '' ، وبالتالي من المحتمل أن يكون Elyōn، منفصل تمامًا عن Elus / كرونوس من هو الإله الأعلى آل سانشونياثون يقول فقط:
في زمانهم ولد إليون اسمه «الأعلى».وأنثى اسمها بيروث، وسكنوا في حي جبيل. ومنهم ولد Epigeous أو Autochthon ، ثم أطلقوا عليه اسم Sky؛ بحيث أطلقوا منه على العنصر فوقنا السماء لما يتميز به من جمال. وله أخت من الوالدين المذكورين، التي كانت تسمى الأرض، بسبب جمالها، دعوا الأرض بنفس الاسم. ومات والدهم «الأعلى» في مواجهة الوحوش وتأليه وقدم له أبناؤه القرابين والذبائح.
وفقًا لسانشونياثون، وُلد (آل)وآلهة أخرى مختلفة من السماء والأرض، على الرغم من أن النصوص القديمة تشير إلى (آل)على أنه خالق السماء والأرض.يعرف (الحثي) إلهًا بدائيًا يُدعى ألو الذي ولد السماء (وربما الأرض) والذي أطاح به ابنه سكاي، الذي أطاح بدوره ابنه كوماربي. يبدو أن هناك تقليدًا مشابهًا في أساس رواية لسانشونياثون.
أما «بيروث» التي هي هنا زوجة إيلون، علاقة مع «عهد» بيرت العبري أو مع مدينة بيروت على حد سواء.